# IAV (entreprise)
Pour les articles homonymes, voir IAV.
 (septembre 2020).

IAV, en forme longue IAV GmbH Ingenieurgesellschaft Auto und Verkehr (littéralement : « Société d'ingénierie en automobile et transport »), est une société d'ingénierie automobile allemande fondée à Berlin en 1983 par le Hermann Appel comme un institut de recherche affilié à l'Université technique de Berlin. Elle compte plus de 8 000 employés.
IAV travaille pour des clients comme les constructeurs automobiles du groupe Volkswagen, BMW, Groupe PSA, Renault, Ford, Toyota et les équipementiers  ZF Friedrichshafen et Faurecia.